# Laurențiu Reghecampf
Laurențiu Aurelian Reghecampf (* 19. September 1975 in Târgoviște, Kreis Dâmbovița) ist ein rumänischer Fußballtrainer und ehemaliger -spieler.

## Karriere

### Spielerkarriere
Reghecampf begann seine Profikarriere 1994 beim VSE St. Pölten in Österreich. Bevor er 2000 zum FC Energie Cottbus wechselte, spielte er in seiner Heimat unter anderem für Steaua Bukarest. In der Winterpause der Saison 2004/05 wechselte er zum damaligen Ligakonkurrenten Alemannia Aachen, an dessen Bundesliga-Aufstieg in der Saison 2005/2006 er beteiligt war. Am 20. Dezember 2006 schoss er gegen den FC Bayern München zwei Tore (darunter ein Freistoßtor in den Winkel, das im Dezember 2006 in der ARD-Sportschau als Tor des Monats gewählt wurde) und verhalf damit der Alemannia zum Einzug ins DFB-Pokal-Viertelfinale.
In der Erstligasaison 2006/07 war er mit 32 Einsätzen einer der wichtigsten Spieler der Aachener und schoss sieben Tore. „Reghe“ war Kapitän von Alemannia Aachen.
Nachdem sich ein Wechsel zum 1. FC Köln vor der Saison mangels Freigabe durch Alemannia Aachen zerschlagen hatte, zeigte Reghecampf in der Saison 2007/08 nur noch wenig Leistungsbereitschaft und musste schließlich unter Trainer Jürgen Seeberger seinen Stammplatz räumen. Durch Unmutsäußerungen in der Presse und die Ankündigung, bei mangelnder finanzieller Kompensation seinen Vertrag „aussitzen“ zu wollen, erreichte Reghecampf schließlich am 2. Juni 2008 die Auflösung seines Vertrags bei Alemannia Aachen.
Zur Saison 2008/09 wechselte Reghecampf zum 1. FC Kaiserslautern, wo er am 3. Juni 2008 einen Vertrag bis 2010 unterzeichnete. Aufgrund einer langwierigen Magenviruserkrankung kam Reghecampf nur zu zwei Einsätzen (ein Tor) für die Pfälzer, zum letzten Mal bei dem Heimsieg am 12. September 2008 gegen den FC St. Pauli. Am 30. Juli 2009 gab der 1. FC Kaiserslautern bekannt, dass der Kontrakt mit Reghecampf aufgelöst wurde.
Insgesamt bestritt Reghecampf 118 Spiele (13 Tore) in der 1. Bundesliga und 109 Spiele (23 Tore) in der 2. Bundesliga.

### Karriere in der Nationalmannschaft
Am 29. März 2003 kam Reghecampf zu seinem einzigen Einsatz in der rumänischen Nationalmannschaft. Bei der 2:5-Niederlage gegen Dänemark wurde er in der 62. Spielminute für Paul Codrea eingewechselt.

### Karriere als Politiker, Trainer und Sportdirektor

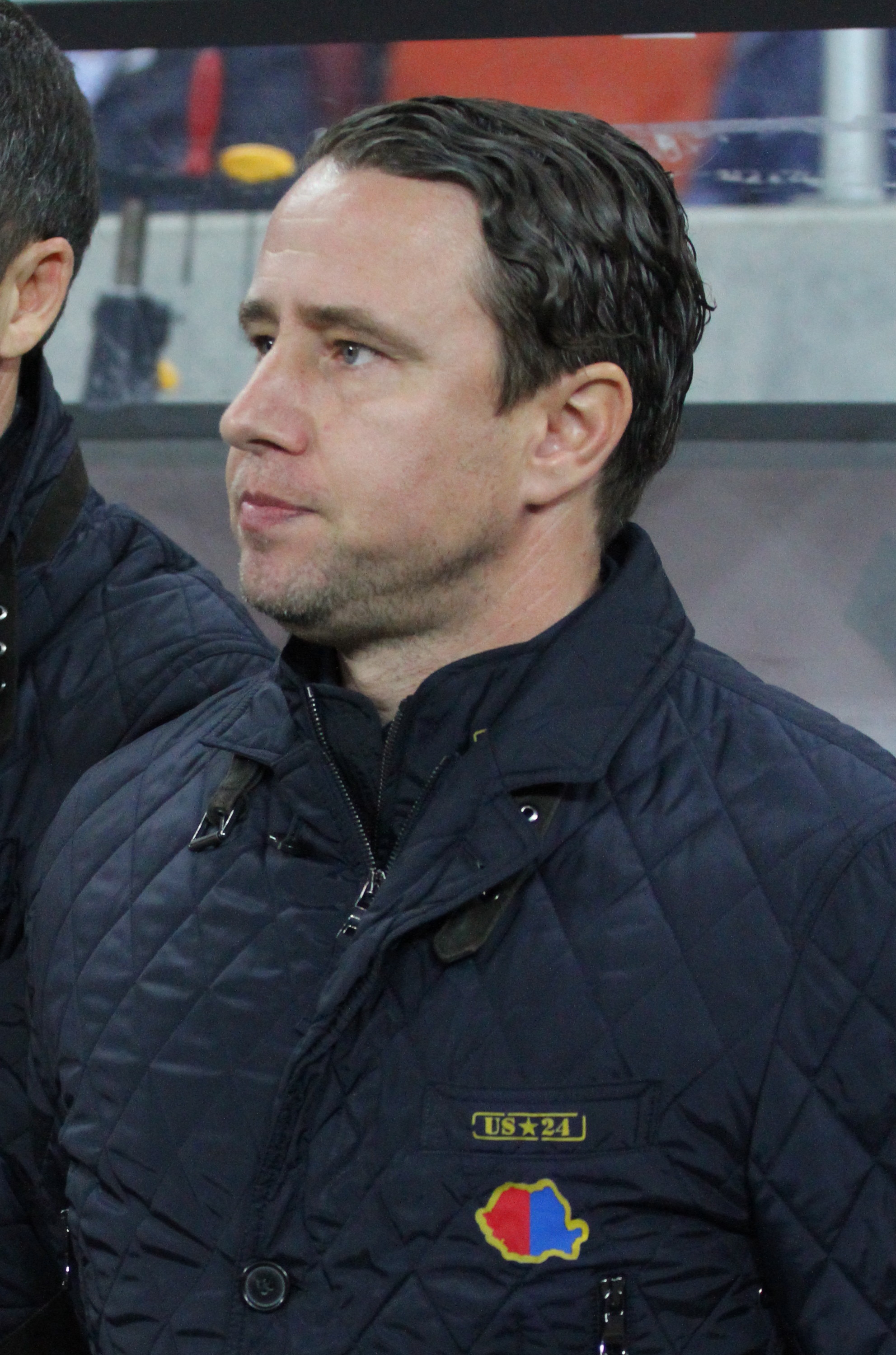
Reghecampf im Jahr 2013 als Trainer von Steaua Bukarest

Am 14. Juni 2008 heiratete Reghecampf die Spielervermittlerin Anamaria Prodan in Las Vegas. Da er durch seine Virusinfektion sportlich außer Gefecht gesetzt war, nahm er im Oktober 2008 das Angebot der Partidul Noua Generație – Creștin Democrat an, in dem Wahlkreis seiner Heimatstadt Târgoviște als Senator für die Parlamentswahlen zu kandidieren. Er konnte jedoch am 30. November 2008 nur 1830 Stimmen auf sich vereinen und wendete sich daraufhin wieder von der aktiven Politik ab. Aufsehen erregte Reghecampf, als er gemeinsam mit seiner Frau am 16. April 2010 der Partidul România Mare beitrat. Am 18. September 2011 ließ sich das Ehepaar, das inzwischen Eltern von drei Kindern geworden war, ein zweites Mal in Snagov trauen.
Ende 2008 versuchten Reghecampf und seine Frau bei FCM Târgoviște Fuß zu fassen, konnten sich jedoch mit dem Mäzen Ghiorghi Zotic nicht einigen. Stattdessen kam es zu einer Zusammenarbeit mit Ion Stoica, dem Bürgermeister von Buftea. Am 13. Januar 2009 wurde Cristian Țermure, Reghecampfs ehemaliger Mannschaftskollege aus Târgoviște, neuer Trainer und zwei Tage später Anamaria Prodan Präsidentin des rumänischen Zweitligisten CS Buftea. Neben dem neuen Sportdirektor Lavi Hrib unterstützte auch Laurențiu Reghecampf die beiden als Berater, ohne jedoch ein offizielles Amt in dem Verein anzunehmen. Nach einer erfolglosen Rückrunde 2008/09 verließ das Ehepaar am 9. Juni 2009 den Verein, der sein Zweitligastartrecht mangels Sponsoren drei Wochen später an den Drittligisten Săgeata Stejaru verkaufte.
Im Sommer 2009 überzeugte Reghecampf Lutz Stache, den Geschäftsführer und Besitzer einer Baustofffirma aus Cottbus, sich bei dem rumänischen Zweitligisten FC Snagov finanziell zu engagieren. Daraufhin wurden am 21. Oktober 2009 Anamaria Prodan neue Vereinspräsidentin und Cristian Țermure als Nachfolger von Mihai Stoica offiziell neuer Trainer des Teams. Tatsächlich übte dieses Amt zwar Reghecampf aus, der jedoch mangels gültiger UEFA-Pro-Lizenz als Sportdirektor eingestellt und in den Spielberichtsbögen als Masseur aufgeführt wurde. Am 14. Mai 2010 verließ Reghecampf den Klub, um zum Ende der Saison 2009/10 für die letzten zwei Saisonspiele im Mai 2010 Universitatea Craiova zu trainieren. Mangels gültiger Trainerlizenz wurde er in den Unterlagen als Sportmanager geführt, während offiziell George Biță das Traineramt ausübte. Nachdem Universitatea Craiova durch einen Heimsieg am letzten Spieltag gegen Oțelul Galați den Abstieg hatte verhindern können, verlängerte Reghecampf seinen Vertrag nicht mehr und wurde stattdessen im Juni 2010 Trainer des rumänischen Erstligisten Gloria Bistrița. Nach zwei Siegen, vier Unentschieden und sechs Niederlagen wurde der Vertrag im Oktober 2010 aufgelöst. Am 30. November 2010 kehrte Reghecampf als Cheftrainer zu FC Snagov zurück, löste seinen Vertrag jedoch schon im Januar 2011 wieder auf, um das Angebot als Sportdirektor von Universitatea Craiova anzunehmen. Seiner Hauptaufgabe, den Transfer einiger Spieler einzuleiten, konnte er wegen der klammen finanziellen Lage des Vereins jedoch nicht nachkommen, woraufhin er am 3. März 2011 sein Engagement beendete und als Trainer zum FC Snagov zurückkehrte. Einen Monat später holte ihn Adrian Mititelu, der Mäzen von Universitatea Craiova, jedoch wieder zurück und Reghecampf wurde am 4. April 2011 Nachfolger von Nicolò Napoli als Cheftrainer. Nachdem er drei Spieler aus dem Kader für das Heimspiel gegen Unirea Urziceni ausgeschlossen hatte, wurde Reghecampf am 1. Mai 2011 von Mititelu seines Amtes wieder enthoben und durch Aurel Țicleanu, den Präsidenten des Vereins, ersetzt. Von Juni 2011 bis zum Ende der Hinrunde 2010/11 war er erneut Trainer des FC Snagov. Am 18. Dezember 2011 löste Reghecampf den am Tag zuvor zurückgetretenen Laurențiu Diniță als Trainer des Tabellenvorletzten CS Concordia Chiajna in der Liga 1 ab.
Am 1. Juni wurde bekannt gegeben, dass Reghecampf zur Saison 2012/13 der neue Trainer von Steaua Bukarest wird. Er führte den Verein sofort zur rumänischen Meisterschaft und damit in die Champions League. Dort schied der Klub in der Gruppenphase gegen den FC Chelsea, den FC Schalke 04 und den FC Basel aus. Ende Mai 2014 verließ er nach zwei Meisterschaften Steaua und übernahm den saudi-arabischen Klub al-Hilal. Mit seiner neuen Mannschaft erreichte er das Finale der AFC Champions League 2014, unterlag dort aber den Western Sydney Wanderers. Im Januar 2019 wechselte er als Trainer zum Al-Wasl Sports Club in Dubai. Nach nur einem Jahr wurde er im Oktober 2020 entlassen und übernahm nach einer mehrmonatigen Pause von April bis Juni 2021 den saudischen Club Al-Ahli SFC, bevor er anschließend bis Juni 2022 den CS Universitatea Craiova trainierte. Seit Juni 2022 trainiert Reghecampf den aserbaidschanischen Fußballverein Neftchi Baku, der ihn bis 2024 verpflichtet hat.

## Erfolge

### Spieler

#### Steaua Bukarest
- Rumänischer Meister: 1996/97, 1997/98
- Rumänischer Pokal-Sieger: 1996/97
- Rumänischer Supercup-Sieger: 1998

#### Litex Lowetsch
- Bulgarischer Meister: 1998/99

#### Alemannia Aachen
- Aufstieg in die Bundesliga: 2005/06

### Auszeichnungen
- Tor des Monats Dezember 2006[32]

### Trainer

#### Steaua Bukarest
- Rumänischer Meister: 2012/13, 2013/14
- Rumänischer Supercup-Sieger: 2013
- Rumänischer Ligapokal-Sieger: 2016

#### Al-Hilal
- AFC Champions League Finalist: 2014

#### Al-Wahda
- VAE Ligapokal-Sieger: 2017/18
- VAE Supercup-Sieger: 2017, 2018
- VAE Vizemeister: 2017/18

#### Neftçi Baku
- Aserbaidschanischer Pokal-Finalist: 2022/23

#### Espérance Tunis
- Tunesischer Supercup-Sieger: 2024